# 무시도라

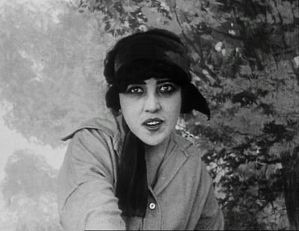
영화 《흡혈귀들》에서 이마 베프 역으로 분한 모습.

무시도라(프랑스어: Musidora, 1889년 12월 22일 ~ 1957년 12월 20일)는 프랑스의 배우이다. 루이 푀이야드 감독의 영화 《흡혈귀들》(Les Vampires)의 이마 베프 역으로 유명하다.

## 출연 작품
- 쥐덱스 (1916)
- 흡혈귀들 (1915)